# یونا آندرشون
یونا آندرشون (سوئدی: Jonna Andersson؛ زادهٔ ۲ ژانویهٔ ۱۹۹۳) بازیکن فوتبال اهل سوئد است.

## باشگاهی
از باشگاه‌هایی که در آن بازی کرده‌است می‌توان به باشگاه فوتبال لینشوپینگ و تیم ملی فوتبال زنان سوئد اشاره کرد.

## تیم ملی
وی همچنین در تیم ملی فوتبال زنان سوئد بازی کرده‌است.

## افتخارات
وی در مسابقات کشوری و بین‌المللی در مجموع برندهٔ ۱ مدال نقره شده‌است.